# Larressore
Larressore är en kommun i departementet Pyrénées-Atlantiques i regionen Nouvelle-Aquitaine i sydvästra Frankrike. Kommunen ligger i kantonen Ustaritz som tillhör arrondissementet Bayonne. År 2022 hade Larressore 2 123 invånare.

## Befolkningsutveckling
Antalet invånare i kommunen Larressore
| Referens: INSEE |